# End of Beginning
End of Beginning is een nummer van de Amerikaanse acteur en muzikant Joe Keery uit 2024, uitgebracht onder zijn artiestennaam Djo. Het is de vijfde single van zijn tweede studioalbum Decide.
"End of Beginning" gaat over veranderingen in Keery's leven; over opgroeien en zijn verhuizing van Chicago naar Los Angeles. Keery zei dat het nummer gaat over "wat het betekent om op te groeien en terug te kijken op een deel van je leven en daar een beetje naar terug te verlangen, maar om diepe waardering te hebben voor wat er toen is gebeurd". Het nummer won aan populariteit door TikTok en werd een enorme wereldhit. Zo bereikte het de 11e positie in de Amerikaanse Billboard Hot 100. In Nederland was het succes bescheidener met een 24e positie in de Nederlandse Top 40, terwijl de plaat in de Vlaamse Ultratop 50 succesvoller was met een 10e positie.

## Tracklijst
Muziekdownload
1. "End of Beginning" - 2:39